# Melanagromyza submetallescens
Melanagromyza submetallescens är en tvåvingeart som beskrevs av Spencer 1966. Melanagromyza submetallescens ingår i släktet Melanagromyza och familjen minerarflugor.
Artens utbredningsområde är Tyskland. Inga underarter finns listade i Catalogue of Life.